# Olga de Soto
Pour les articles homonymes, voir De Soto.
Olga de Soto, née à Valence en Espagne, est une chorégraphe, danseuse, chercheuse en danse et artiste visuelle espagnole. Elle est établie à Bruxelles.

## Biographie
Après une formation en danse et en solfège au Conservatoire national de musique et à l'École supérieure d'art dramatique et danse de sa ville natale, et dans différentes écoles à Madrid, Olga de Soto poursuit sa formation au CNDC d'Angers, alors dirigé par Michel Reilhac. Elle a travaillé avec Michèle Anne De Mey dans les spectacles Trois danses hongroises de Brahms, Sinfonia Eroica et Châteaux en Espagne, avec Claudio Bernardo, Pierre Droulers et Felix Ruckert, dans Hautnah !
En 1992, alors qu'elle est encore interprète dans la compagnie de Michèle Anne De Mey, elle commence son travail de recherche et d'écriture chorégraphiques, avec la création du solo Patios, créé dans le cadre du Festival de Brigittines à Bruxelles. Cette courte pièce sera suivie d'autres créations en solo, duo ou trio.
En 1995, elle fonde la Compagnie Abaroa.
Elle a collaboré durant cinq ans avec Jérôme Bel, participant en tant qu’assistante et performer à la réalisation du spectacle The Show Must Go On, créé pour l'Ensemble de la Schauspielhaus de Hambourg en 2000, et pour son propre ensemble en 2001. Elle a également travaillé en tant qu’interprète avec Boris Charmatz pour la reprise du spectacle Con forts fleuve.
Actuellement, elle est chorégraphe en résidence à Charleroi/Danses.

## Principales créations
- 1992 : Patios, première au Festival Bellone-Brigittines, Bruxelles.
- 1993 : I believe that if I act… (…upon the dimension of time it will be difficult to find myself at the place where I am expected to be), première au Bergen Internasjonale Teater, Bergen (Norvège).
- 1995 : A destiempo, première au Bergen Internasjonale Teater.
- 1996 : Winnsboro Cotton Mill Blues, première au Centre de développement chorégraphique, Toulouse.
- 1997 : Murmures, première au Festival d'Uzès.
- 1997 : Strumentale, première au Teatro Nacional de las Artes, Mexico DF.
- 1997 : Seuls bruits des corps entre eux, première à La Balsamine, Bruxelles.
- 1997 : Paumes, programme de pièces courtes qui réunit les quatre pièces précédentes.
- 1999 : anarborescences, première au Théâtre de la Cité internationale, Paris.
- 1999 : Par une main ou par le vent mais l'air est immobile, première au Théâtre de la Cité Internationale, Paris.
- 2001 : Éclats mats[1], première au Centre Pompidou, dans le cadre du Festival Agora/IRCAM.
- 2004 : INCORPORER[2], première au Centre Pompidou, à Paris.
- 2004 : histoire(s)[3] (vidéo-performance documentaire sur Le Jeune Homme et la Mort), première au Kunstenfestivaldesarts, Bruxelles.
- 2006 : INCORPORER ce qui reste, première au Centre Chorégraphique National de Franche-Comté à Belfort, dans le cadre de la Belge Quinzaine.
- 2007 : INCORPORER ce qui reste ici au cœur, première à la Biennale Charleroi/Danses 2007, Bruxelles.
- 2009 : INCORPORER ce qui reste ici au dans mon cœur, au Centre Pompidou, à Paris.
- 2010 : Sous-clé, performance durationnelle créée au Kunstenfestivaldesarts[4], à Bruxelles, dans le cadre du projet de Jorge León et Simone Aughterlony To Serve.
- 2010 : Une Introduction, première au Festival Tanz Im August[5], à Berlin.
- 2012 : Débords / Réflexions sur La Table Verte, première au Festival d'Automne[6], à Paris.
- 2014 : Régards sur La Table Verte, exposition à la Villa Bernasconi[7], Lancy (Suisse), dans le cadre de l'exposition Un temps sur mesure[8].
- 2015 : (Elle) Retient, première à La Raffinerie, dans le cadre de la Biennale de Charleroi[9], Bruxelles.